# Phyteumas
Phyteumas är ett släkte av insekter. Phyteumas ingår i familjen Pyrgomorphidae.
Kladogram enligt Catalogue of Life:
| Phyteumas | \| \| Phyteumas olivaceus \| \| \| \| \| \| Phyteumas purpurascens \| \| \| \| \| \| Phyteumas whellani \| \| \| \| |
|           | \| \| Phyteumas olivaceus \| \| \| \| \| \| Phyteumas purpurascens \| \| \| \| \| \| Phyteumas whellani \| \| \| \| |
|           | Phyteumas olivaceus                                                                                                 |
|           | |
|           | Phyteumas purpurascens                                                                                              |
|           | |
|           | Phyteumas whellani                                                                                                  |
|           | |